# Velká knižní loupež
Velká knižní loupež (v anglickém originále The Book Job) je 6. díl 23. řady (celkem 492.) amerického animovaného seriálu Simpsonovi. Scénář napsal Dan Vebber a díl režíroval Bob Anderson. V USA měl premiéru dne 20. listopadu 2011 na stanici Fox Broadcasting Company a v Česku byl poprvé vysílán 17. května 2012 na stanici Prima Cool.

## Děj
Po zhlédnutí dinosauří show v aréně ve Springfieldu Líza zjistí, že jedna z jejích oblíbených autorek, T. R. Francisová, tam pracuje v kostýmu dinosaura. Žena šokované Líze prozradí, že je jen herečkou, kterou knižní nakladatelství použilo pro fotografie na přebalu, a že T. R. Francisová je naprostý výmysl. Dále jí prozradí, že všechny populární knižní série pro mládež nikdy nenapsal jeden jediný autor s jakoukoli inspirací, jsou vymyšleny manažery knižních nakladatelství na základě průzkumu trhu a s využitím mnoha najatých spisovatelů, jen aby vydělali více peněz. Když se to Homer dozví, rozhodne se zbohatnout na skupinovém psaní fantasy románu. Najme tým, který tvoří Bart, ředitel Skinner, Patty Bouvierová, Vočko Szyslak a profesor Frink, kteří mají osobní vlastnosti nebo zkušenosti, jež mu pomohou při psaní knihy: Skinner ví, co mají teenageři rádi, Patty je fanouškem fantasy literatury, Vočko už vydal několik dětských knih a Frink má počítač. Líza je šokována, když zjistí, že knihu píší ve skupině, protože ví, že jediný důvod, proč by to někdo dělal, je získat peníze. Aby ukázala, že to, co dělají, je špatně, rozhodne se napsat román sama s osobním příběhem, se kterým se čtenáři spojí. 
Pro svůj román se členové skupiny rozhodnou vzít typické prvky z již populárních sérií pro mladé (osiřelý hlavní hrdina, nadpřirozené schopnosti, tréninková škola a fiktivní sport). Homer zpočátku navrhuje, aby psali o upírech, ale Patty upozorňuje na skutečnost, že v tomto žánru už existuje tolik populárních románů. Rozhodnou se proto psát o osiřelém trollovi, který chodí do kouzelnické školy umístěné pod Brooklynským mostem. Rozhovor týmu zaslechne autor fantasy Neil Gaiman a nabídne jim pomoc při psaní románu; ačkoli mu dovolí, aby se k nim přidal, dostane za úkol pouze nosit jim během psaní jídlo. Členové skupiny rychle dokončí román, který pojmenují Trollové v kouzelné školce pod Brooklynským mostem, a na knižním veletrhu se setkají s vedoucím nakladatelství TweenLit Inc. Přestože se mu román líbí, odmítne ho, protože mu chybí falešný autor s inspirativním příběhem. Líza mezitím kvůli neustálému rozptylování těžko postupuje v práci na knize a rychle zesmutní, když si uvědomí, že její jméno na románu nikdy nebude. Homer ji však osloví a nabídne jí možnost mít své jméno na knize, stačí, když bude souhlasit s tím, že bude falešnou autorkou knihy Trollové v kouzelné školce pod Brooklynským mostem. Líza uzná porážku a nabídku přijme. Spolu se zbytkem posádky pak znovu osloví ředitele knižního nakladatelství a ten se rozhodne román koupit za milion dolarů. Když tým oslavuje v hospodě U Vočka, obdrží předběžný výtisk. Jsou šokováni, když zjistí, že nakladatel nahradil trollí aspekty příběhu upíry a přejmenoval román na Upíří dvojčata z Transylvánské střední, protože testování trhu ukázalo, že upíři jsou populárnější než trollové. 
Tým je naštvaný, že jejich kniha byla změněna, a rozhodne se vzdát se peněz za svou knihu. Bart se nejprve odmítá zúčastnit, ale změní názor poté, co mu Skinner řekne, že tisíciletá válka mezi trolly a upíry byla změněna na taneční soutěž na upířím plese. Vloupají se do sídla společnosti TweenLit Inc. a plánují nahradit nový román svou starou verzí ještě před zahájením hromadného tisku. Když se však dostanou do tiskárny, objeví se ředitel knižního nakladatelství se skupinou ozbrojených mužů. Prozradí jim, že mu někdo dal tip na jejich plán, zrovna když se objeví Líza a dá jim najevo, že to byla ona, protože chce, aby její jméno bylo na knize, která bude skutečně populární. Výkonný ředitel zadá heslo do tiskařského stroje a předá Líze čest vložit USB flash disk s románem. Později, když se zarmoucení členové spisovatelského týmu vzdalují od centrály, míjejí knihkupectví a zjistí, že se na stáncích objevuje kniha Trollové v kouzelné školce pod Brooklynským mostem. Znovu se objeví Líza a sdělí jim, že zradu předstírala jen proto, aby nakladatel zadal heslo. Když Líza Barta objala, vyměnila flash disk vedoucího za Bartův flash disk, na kterém byl román o trollech. Díky tomu se jí podařilo dát původní verzi do tisku. Líza je šťastná, že je její jméno konečně na knize; když však otevře výtisk, zjistí, že jako autor je uveden Gaiman, nikoli ona. Ukáže se, že flash disky byly tři a že Gaiman si „opět“ proklestil cestu na seznam bestsellerů, přestože je negramotný. Během titulků vyjde najevo, že Vočko o Gaimanově plánu věděl a ve skutečnosti s ním byl od začátku spojencem. Oba to oslaví přípitkem na Shelbyvillské pláži, ale Gaiman Vočka podrazí a otráví mu nápoj.

## Produkce
Nezávislý scenárista Dan Vebber, který je známý svou prací na animovaném seriálu Futurama, napsal tento díl s přispěním scenáristů Simpsonových. Matt Selman, výkonný producent a scenárista seriálu, byl tím, kdo přišel s nápadem na tuto epizodu. Inspiroval ho článek v časopise The New Yorker o společnosti Alloy Entertainment, která se zabývá balením knih – vydavateli sérií jako Gossip Girl nebo Upíří deníky –, a o tom, že tato společnost využívá najaté spisovatele. Podle Selmana byl článek „o tom, jak tito manažeři provádějí průzkum trhu a vymýšlejí nápady na tyto knihy, které pak dodávají na farmy a dávají na ně jména falešných spisovatelů a vymýšlejí pozadí těchto neexistujících autorů. Vzali jsme tento trend, trochu ho rozmetali a vmetli ho Líze do tváře.“
Selman řekl deníku Los Angeles Times, že epizoda chválí společné psaní a odpovídá na otázku, zda je psaní ve skupině stejně hodnotné jako psaní o samotě. Komentoval to následovně: „Jsem u Simpsonových už 15 let a každý den je to v podstatě psaní v týmu. Jsme hrdí na to, co jsme dokázali, i když to není tradiční představa jednoho scenáristy, který si sedne s nadšením a vizí. Tato epizoda zvláštním způsobem končí jako obhajoba psaní ve skupině a oslava způsobu, jakým se díky tomu cítíte spojeni s dílem a s lidmi v této skupině způsobem, který jste nečekali. Je to celé o spisovatelském pokoji… A víte, v příběhu je Homerův cynický loupežnický tým nakonec opravdu neuvěřitelně produktivní.“. V epizodě se objevuje několik odkazů na literaturu a paroduje několik populárních knižních sérií pro mládež, zejména Stmívání, fantasy sérii Stephenie Meyerové s upírskou tematikou, která se těší velké popularitě. Při pronásledování T. R. Francisové přes stadion, kde se odehrávala dinosauří show, Líza prochází kolem záchodů, na kterých skupina dinosaurů kouří, což je odkaz na komiks Far Side, kde dinosauři kouří, dinosauři dokonce vypadají stejně a jsou ve stejných pozicích jako v komiksu. Samotný dinosauří pořad Posezení s dinosaury vychází z existujícího pořadu Putování s dinosaury.
Kromě literatury si epizoda utahuje z trilogie Dannyho parťáci, filmové série o skupině zločinců, kteří vykrádají kasina. Selman v lednu 2011 pro Entertainment Weekly prozradil, že epizoda je v podstatě o tom, že „Homer a pár lidí ze Springfieldu musí spáchat loupež ve stylu Dannyho parťáků v jiném světě vydávání dětských fantasy knih“. V průběhu epizody, jak příběh postupuje, se objevují titulkové karty s názvy jako „The Crew“, „The Setup“, „The Heist“ a „The Payday“. Během těchto titulkových karet, z nichž každá trvá asi tři až čtyři sekundy, zaznívá verze písně „Gritty Shaker“ od Davida Holmese. Tato píseň hrála přibližně tři minuty během scény ve filmu Dannyho parťáci. Hudební redaktor Simpsonových Chris Ledesma na svém blogu napsal, že Selman chtěl, aby se „Gritty Shaker“ opakovaně v průběhu dílu hrála, protože se mylně domníval, že se to tak dělá ve filmu. Během loupeže v sídle společnosti TweenLit Inc. se obrazovka rozdělí na několik částí a ukazuje různé členy týmu, jak se dostávají do tiskárny. Podle Selmana „je pro nás uspořádání a atmosféra (dílu) skutečným tvůrčím odklonem. Je to něco jako loupežný film, kde je loupeží psaní knihy, ale když se to rozjede, nastane obrovský stylistický skok. Je to také trochu hloupější, trochu stylovější než většina epizod. Blížíme se k pěti stům dílů, ale opravdu, tohle je ten typ epizody, který by seriál udělal, jen kdyby už neměl několik set dílů.“ V dílu hostuje kubánsko-americký herec Andy García, jenž se objevil v trilogii Dannyho parťáci jako majitel kasina Terry Benedict. Na konci ledna 2011 proběhlo nahrávání jeho výstupu.
V epizodě hostoval anglický autor fantasy Neil Gaiman, který Homerovi a ostatním pomáhal psát knihu. Své repliky nahrál v lednu 2011 v Los Angeles v Kalifornii pod vedením Selmana. Když Gaiman poprvé souhlasil s hostováním, předpokládal, že se v epizodě objeví jen na pár vteřin. Novinářům řekl, že „když mi skutečně poslali scénář a já ho začal číst a zjistil jsem, že jsem v něm celou dobu a že musím skutečně hrát a že se dějí takové věci, byla to ohromná zábava“. Gaiman také poznamenal, že si nemyslí, že epizoda podává zcela přesný obraz jeho osoby, což komentoval slovy: „Popravdě řečeno, já v reálném životě se téměř nikdy nepotloukám po knihkupectvích typu Barnes & Noble a nečekám, až najdu skupinky místních měšťáků, kteří se rozhodli napsat pseudonymní fantasy sérii pro mládež, a nenabízím jim své služby. A i kdybych to udělal, pravděpodobně bych nedělal catering.“. Na své oficiální stránce na Tumblru Gaiman poznamenal, že ačkoli neměl velký podíl na příběhu, při nahrávání musel improvizovat a dával návrhy, jak to udělat, aby jeho dialogy zněly co nejblíže něčemu, co by mohl skutečně říct v reálném životě.

## Vydání a přijetí
Díl se původně vysílal 20. listopadu 2011 na stanici Fox ve Spojených státech, během tohoto vysílání ho sledovalo přibližně 5,77 milionu lidí. V demografické skupině dospělých ve věku 18–49 let epizoda získala rating 2,7 podle agentury Nielsen (o 21 % méně než předchozí díl) a 7% podíl. Simpsonovi se ten večer stali druhým nejlépe hodnoceným pořadem v rámci bloku Animation Domination stanice Fox z hlediska celkové sledovanosti a v demografické skupině 18–49. Skončili s vyšším ratingem než Allen Gregory a Americký táta, ale s nižším ratingem než Griffinovi.
Od svého odvysílání získal díl pozitivní recenze od kritiků. Josh Harrison z Ology jej označil za jednu z dosud nejsilnějších epizod řady a pochválil ji za „skvělé vystoupení autora (…) Neila Gaimana a uhlazenou estetiku Dannyho parťáků“. Jason Hughes z AOL TV pochválil neobvyklou strukturu epizody a napsal: „Proč byla tato epizoda o tolik zábavnější než obvykle? Myslíme si, že to souvisí s formátem a hravostí v podání. Po dvaceti letech se vyplatí otřást situací a poskytnout nám zcela nový pohled na seriál. Dokonce i tým vytvořil několik nových kombinací z obrovského množství občanů Springfieldu. Možná by měli zvážit, zda to nedělat častěji.“. Hayden Childs z The A.V. Clubu epizodu pochválil jako „zábavnou a úspěšnou“ a poznamenal, že „klíčový je zde moment překvapení a Simpsonovi dnes večer dokázali něco docela překvapivého, když zkombinovali parodii na loupežné filmy s ostrým satirickým pohledem na vydávání knih. Díky úspěšnému hostování Neila Gaimana i Andyho Garcíi přinesla tato epizoda fanouškům Simpsonových stále vzácnější lahůdku: dobře napsanou a dobře zahranou půlhodinu, která je čím dál tím lepší a vtipnější.“. Childs však kritizoval „rozdělené obrazovky s různými vylomeninami ve stylu loupežných filmů“ jako „nejméně zábavnou část dílů“. Poznamenal, že „zatímco ostatní gagy mají určitý tah na branku, (tyto) překračují hranici roztomilého podbízení se divákům. Naštěstí skončí asi za deset vteřin.“
Michael Cavna z deníku The Washington Post napsal o epizodě pozitivní komentář, v němž uvedl, že „od jednovětých hlášek v úvodu epizody s dinosaury (připomínajících, že taková ‚fosilie‘ v hlavním vysílacím čase, jako jsou Simpsonovi, má stále ostré komediální dvojzubce) až po závěrečný trik v temném rukávu Neila Gaimana je díl hoden DVD zdi slávy seriálu“. Cavna obzvlášť chválil, že epizoda vychází ze skutečného nakladatelství, a poznamenal, jak Selman čerpal inspiraci z článku o Alloy Entertainment. Pochválil také parodie na trilogii Dannyho parťáci a Far Side a Gaimainovo hostování. Cavna napsal, že „Gaimanova role je mnohem víc než pouhá procházka. Stejně jako nejlepší hostující hlasy v seriálu, i zde je Gaiman povolán k tomu, aby epizodě dodal skutečný rozměr.“ Podobně Cyriaque Lamar z io9 napsal, že epizoda „učinila Gaimanovu hostování zadost… v tom, že z autora udělala naprostého cvoka“. Dodal, že „Gaiman se hravě ztvárnil jako goony spaniel. Jistě, Andy García hostoval také, ale Gaiman si show ukradl.“ Kromě toho Lamar epizodu pochválil za několik gagů, včetně odkazu na Far Side a odhalení, že Patty umí mluvit plynně dothracky a Stmívání se původně točilo kolem golemů.